# موج شکنا

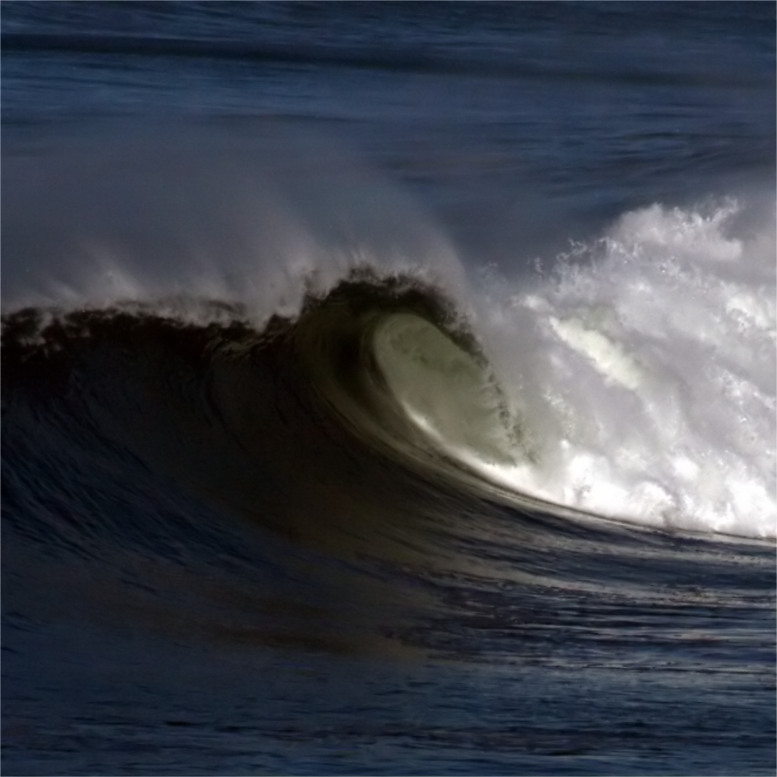
شکست موج در پاسیفیکا، کالیفرنیا

موج شکنا پدیده‌ای است که در نزدیکی سواحل دریاها و اقیانوس‌ها دیده می‌شود و طی آن بخش بزرگی از انرژی موج مستهلک می‌شود. دلیل این پدیده، ناپایدار شدن موج پیشرونده به دلیل افزایش نسبت ارتفاع به طول موج بر اثر پدیده‌های فیزیکی از جمله کم‌ژرفایی است.
شکل‌های گوناگون شکست موج، وابسته به نسبت ارتفاع به طول موج و نسبت ارتفاع موج به عمق آب هستند و ویژگی‌های متمایزی دارند. رابطه‌های مختلفی برای پیش‌بینی مکان رخداد شکست موج و انرژی مستهلک شده در آن ارائه شده‌اند که شامل رابطه‌های تحلیلی و تجربی هستند.
شکست موج، باعث ایجاد پدیده‌هایی در ناحیهٔ شکست می‌شود که شامل جریان موازی ساحل، انتقال رسوب ساحلی و تغییر شکل خط ساحلی و نیمرخ ساحلی است. همچنین شکست موج در نزدیکی ساحل می‌تواند باعث آسیب به سازه‌های ساحلی شود؛ از این رو، در کنار بسیاری از اسکله‌ها و سایر سازه‌های ساحلی، موج‌شکن ساخته می‌شود تا انرژی موج کاهش یابد.

## تعریف
وزش باد روی سطح توده‌های بزرگ آبی از جمله اقیانوس‌ها، دریاها و دریاچه‌ها باعث شکل‌گیری امواجی در امتداد وزش آن، می‌شود و با افزایش طول بادخیز انرژی موج افزایش می‌یابد. بخشی از امواج، به سوی کرانه‌ها حرکت می‌کنند. با نزدیک شدن به ساحل و کاهش عمق آب، به تدریج بر اثر پدیدهٔ کم‌ژرفایی، ارتفاع موج افزایش می‌یابد، به گونه‌ای که ارتفاع موج در آب‌های بسیار کم‌عمق به بی‌نهایت میل می‌کند. در یک عمق مشخص، موجی با مشخصات معلوم ناپایدار می‌شود و می‌شکند. شکست موج، معمولاً با فروریختن در پای موج یا ایجاد ناحیهٔ کف‌آلود مشخص می‌شود. این پدیده، باعث استهلاک انرژی و تبدیل آن به آشفتگی و کار در برابر اصطکاک بستر می‌شود.
معمولاً دو پارامتر ارتفاع موج شکنا و عمق شکست برای تعیین مشخصات موج شکنا به کار می‌روند:
- ارتفاع موج شکنا (Hb): بیشینهٔ ارتفاع موج در نقطهٔ شکست برای یک موج منفرد یا میانگین ارتفاع یک‌سوم بالای یک گروه موج (که ارتفاع موج مشخصه نامیده می‌شود)
- عمق شکست (hb): عمق آب در نقطهٔ شکست

## انواع شکست موج

انواع شکست موج

از نظر کیفی، شکست موج به یکی از صورت‌های زیر رخ می‌دهد:
- شکست ریزشی:[پ ۱] تقارن نسبی، تشکیل ناحیه مخلوط آب و هوا (کف‌آلود) در نزدیکی تاج موج و حرکت آن به سمت جلو با سرعت ظاهری موج، پخش آشفتگی از سطح به کف
- شکست شیرجه‌ای (فروریز):[پ ۲] عدم تقارن موج، شیرجه بخشی از ذرات آب در پای موج جلویی خود، آشفتگی در محل شیرجه، آشفتگی بیشتر در مقایسه با شکست ریزشی
- شکست غلتشی (خیزشی):[پ ۳] به دلیل شیب زیاد بستر، پای موج ناپایدار می‌شود و یک ناحیه کف‌آلود وسیع در مقابل سینه موج ایجاد می‌شود.

افزون بر سه نوع یاد شده، برخی از محققان، یک حالت انتقالی نیز میان شکست فروریز و شکست خیزشی در نظر می‌گیرند که شکست انهدامی (آواری) نامیده می‌شود.
نحوهٔ شکستن موج، وابسته به طبیعت بستر و مشخصات موج است. برای نمایش این وابستگی، پارامتر بی‌بعدی به نام عدد ایریبارن به صورت زیر تعریف می‌شود:
{\displaystyle \xi ={\frac {\tan \alpha }{\sqrt {\frac {H}{L_{\infty }}}}}}
که در آن، α شیب بستر، H ارتفاع موج در مکان مورد نظر و ∞L طول موج در آب عمیق است. عدد ایریبارن در آب عمیق (ارتفاع موج H0) و نقطهٔ شکست (ارتفاع موج Hbr) به ترتیب به صورت ξ0 و ξbr نمایش داده می‌شوند. بر اساس این پارامتر، می‌توان انواع شکست موج را توصیف کرد:
| نوع شکست    | عدد ایریبارن                                                             | شیب بستر        |
| ----------- | ------------------------------------------------------------------------ | --------------- |
| شکست ریزشی  | {\displaystyle \xi _{\infty }<0.5} {\displaystyle \xi _{br}<0.4}         | شیب بسیار ملایم |
| شکست فروریز | {\displaystyle 0.5<\xi _{\infty }<3.3} {\displaystyle 0.4<\xi _{br}<2.0} | شیب تند         |
| شکست خیزشی  | {\displaystyle 3.3<\xi _{\infty }} {\displaystyle 2.0<\xi _{br}}         | شیب بسیار تند   |

## روابط ریاضی
با استفاده از روابط تحلیلی و اندازه‌گیری‌های میدانی می‌توان موقعیت تقریبی مکان شکست موج و ارتفاع موج شکنا را به دست آورد. به این منظور، ابتدا رابطه‌های کم‌ژرفایی و انکسار برای ترازهای مستقیم و موازی نوشته می‌شوند تا رابطه‌ای برای محاسبه ارتفاع موج در هر عمق دلخواه h به دست آید:
{\displaystyle H=H_{0}({\frac {C_{0}}{2nC}})^{1/2}({\frac {\cos \theta _{0}}{\cos \theta }})^{1/2}}
که در آن، H ارتفاع موج، C سرعت ظاهری موج، n ضریب شکست (که Cg=nC سرعت گروه موج است) و θ زاویه موج نسبت به خط ساحلی است. پارامترهای با زیرنویس ۰ مربوط به آب عمیق و پارامترهای بدون زیرنویس مربوط به عمق h هستند.
در آب کم‌عمق می‌توان معادلهٔ بالا را با فرض ناچیز بودن زاویهٔ شکست به صورت زیر ساده‌سازی کرد:
{\displaystyle H=H_{0}({\frac {C_{0}}{2{\sqrt {gh}}}})^{1/2}({\frac {\cos \theta _{0}}{1}})^{1/2}}
نخستین رابطهٔ تجربی برای محاسبهٔ ارتفاع موج شکنا در سال ۱۸۹۶ میلادی توسط مک‌کاون ارائه شد:
{\displaystyle H_{b}=\kappa h_{b}}
که در آن κ وابسته به مشخصات بستر است و مک‌کاون مقدار آن را ۰٫۷۸ در نظر گرفت. بازنویسی معادلهٔ بالا برای موج شکنا با استفاده از رابطهٔ مک‌کاون نتیجه می‌دهد:
{\displaystyle \kappa h_{b}=H_{0}({\frac {C_{0}\cos \theta _{0}}{2{\sqrt {gh_{b}}}}})^{1/2}}
با تغییر کوچکی در این معادله می‌توان رابطهٔ زیر را برای محاسبهٔ عمق شکست موج بر اساس مشخصات موج به دست آورد:
{\displaystyle h_{b}={\frac {1}{g^{1/5}\kappa ^{4/5}}}({\frac {H_{0}^{2}C_{0}\cos \theta _{0}}{2}})^{2/5}}
روی بستر صاف با شیب ثابت m که h=mx است، می‌توان فاصلهٔ مکان شکست تا خط ساحلی را به صورت زیر به دست آورد:
{\displaystyle x_{b}={\frac {1}{mg^{1/5}\kappa ^{4/5}}}({\frac {H_{0}^{2}C_{0}\cos \theta _{0}}{2}})^{2/5}}
همچنین ارتفاع موج شکنا از رابطهٔ مک‌کاون به صورت زیر تعیین می‌شود:
{\displaystyle H_{b}=({\frac {\kappa }{g}})^{1/5}({\frac {H_{0}^{2}C_{0}\cos \theta _{0}}{2}})^{2/5}}

## اثر شکست موج بر ناحیه شکست
شکست موج باعث تغییراتی مانند استهلاک انرژی موج، ایجاد جریان موازی ساحل در ناحیهٔ شکست و انتقال رسوب ساحلی می‌شود.

### استهلاک انرژی موج
استهلاک انرژی موج، باعث کاهش شدید ارتفاع موج پس از شکست می‌شود. با فرض مشابه بودن شکست موج با پرش هیدرولیکی، استهلاک انرژی موج شکنا از رابطهٔ زیر محاسبه می‌شود:
{\displaystyle {\mathcal {D}}={\frac {\Delta E}{L}}={\frac {-\rho ghH^{3}}{4d_{t}d_{c}T}}}
که در آن dt و dc به ترتیب تراز تاج و قعر موج نسبت به بستر هستند. ρ چگالی سیال و L و T به ترتیب طول و زمان تناوب موج هستند.
برای موج‌های تصادفی نیز می‌توان با ساده‌سازی‌هایی از جمله فرض برابر بودن ارتفاع موج مشخصه با عمق آب، رابطهٔ زیر را برای استهلاک انرژی به دست آورد:
{\displaystyle {\mathcal {D}}={\frac {-\rho g\alpha H_{m}^{2}}{4T}}}
که در آن Hm ارتفاع موج مشخصه و α ضریب کالیبراسیون هستند.

### جریان موازی ساحل
موج‌های مایل، باعث ایجاد جریان موازی ساحل در ناحیهٔ شکست می‌شوند. لانگت-هیگینز رابطه‌ای را میان سرعت جریان موازی ساحل و مشخصات موج شکنا ارائه کرد. برای محاسبهٔ سرعت جریان ابتدا باید نیروی اعمالی موج پیشرونده بر سیال محاسبه شود. مقدار این نیرو در واحد سطح (Fy) به صورت زیر با مؤلفهٔ برشی تنش تشعشعی (Sxy) رابطه دارد:
{\displaystyle F_{y}=-{\frac {\partial S_{xy}}{\partial x}}}
که x محور پیشروی موج است. با جایگذاری مقادیر تنش تشعشعی در نقطهٔ شکست، رابطهٔ بالا به صورت زیر در می‌آید:
{\displaystyle F_{y}={\frac {5}{4}}\rho u_{mb}^{2}\tan \beta \sin \alpha }
که در آن ρ چگالی آب و α و β زاویهٔ موج نسبت به خط ساحلی و شیب نیمرخ بستر هستند. همچنین umb به صورت {\displaystyle u_{mb}=\gamma /2{\sqrt {gh_{b}}}} تعریف می‌شود که hb عمق آب در نقطهٔ شکست است.
با فرض برقراری تعادل میان نیروی موج پیشرونده و مقاومت اصطکاکی در جهت موازی ساحل، سرعت متوسط موازی ساحل ({\displaystyle {\bar {v_{1}}}}) برابر است با:
{\displaystyle {\bar {v_{1}}}={\frac {5\pi }{8C}}u_{mb}\tan \beta \sin \alpha _{b}}
در رابطهٔ بالا C ضریب اصطکاک است.

### انتقال رسوب ساحلی
تلاطم ناشی از شکست موج، باعث به حرکت درآمدن و معلق شدن رسوبات (به دو شکل بار بستر و بار معلق) در ناحیهٔ شکست می‌شود. سپس جریان‌های ساحلی در جهت‌های موازی و عمود بر ساحل، این رسوبات را با خود منتقل می‌کنند. به‌طور کلی نرخ انتقال رسوب، به صورت مستقیم، وابسته به سرعت جریان است. تغییر سرعت جریان منجر به تغییر در غلظت رسوبات معلق می‌شود. افزایش سرعت جریان منجر به افزایش غلظت رسوب و در نتیجه فرسایش بستر می‌شود. همچنین کاهش سرعت، باعث کم‌شدن غلظت و رسوب‌گذاری در بستر می‌شود؛ بنابراین، تغییرات سرعت جریان، در درازمدت منجر به تغییر شکل خط ساحلی و نیمرخ ساحلی می‌شود.

#### انتقال رسوب موازی ساحل
انتقال رسوب موازی ساحل، بر اثر جریان موازی ساحل رخ می‌دهد و باعث جابجایی ذرات رسوب در امتداد خط ساحلی می‌شود. روابط زیادی برای محاسبهٔ نرخ انتقال رسوب موازی ساحل (Q) ارائه شده‌اند که می‌توان آن‌ها را به چهار رویکرد شار انرژی، توان جریان، تحلیل ابعادی و تعادل نیرو دسته‌بندی کرد. همهٔ این روابط، نرخ انتقال رسوب را به صورت حجم رسوب در واحد زمان ارائه می‌دهند.
برای محاسبهٔ تغییرات زمانی خط ساحلی، از معادلهٔ تعادل رسوب در ناحیهٔ شکست استفاده می‌شود. ساده‌ترین شکل معادلهٔ تعادل، شامل معادلهٔ دیفرانسیل یک‌بعدی میان تغییرات نرخ انتقال رسوب در واحد طول (x) و تغییرات جابجایی خط ساحلی (y) در زمان است:
{\displaystyle {\frac {\partial Q}{\partial x}}=d_{c}{\frac {\partial y}{\partial t}}}
در رابطهٔ بالا dc عمق محصور است که به عنوان فاصلهٔ عمودی میان تراز باروی موج و عمق آب در آخرین نقطهٔ تأثیر موج بر نیمرخ ساحلی تعریف می‌شود.

#### انتقال رسوب عمود بر ساحل
جریان عمود بر ساحل ناشی از امواج، جریانی رو به ساحل است که باعث انتقال رسوب عمود بر ساحل می‌شود. در این انتقال، ذرات رسوب در امتداد یک نیمرخ ساحلی جابجا می‌شوند و ممکن است که در مدت کوتاهی طی یک طوفان، بخش زیادی از ساحل دچار فرسایش شود. با توجه به این که باید پایستگی جرم برقرار بماند، باید جریانی مخالف جهت جریان اصلی، به سوی دریا شکل گیرد. چنین جریانی در زیر جریان اصلی تشکیل می‌شود و به آن جریان پاشنه گفته می‌شود. جریان پاشنه، رسوبات شسته‌شده در ساحل را با خود به سوی دریا حمل می‌کند و هنگامی که سرعت آن کاهش یابد، رسوبات ته‌نشین می‌شوند. این فرایند، منجر به ایجاد یک برآمدگی در نزدیکی خط شکست می‌شود که پشتهٔ دور از ساحل نام دارد. همچنین اگر جریان موازی ساحل در بخش بزرگی از ساحل وجود داشته‌باشد، ممکن است جریان‌هایی به سوی دریا با عرض کم و موقعیت متغیر شکل گیرد که حجم زیادی از رسوب را به سوی دریا منتقل کند که جریان شکافنده نامیده می‌شود. این فرایندها منجر به تغییرات بلندمدت شکل نیمرخ ساحلی می‌شوند.

## یادداشت
1. ↑  Spilling
2. ↑  Plunging
3. ↑  Surging
4. ↑  Collapsing
5. ↑  offshore bar